# Biomineralización

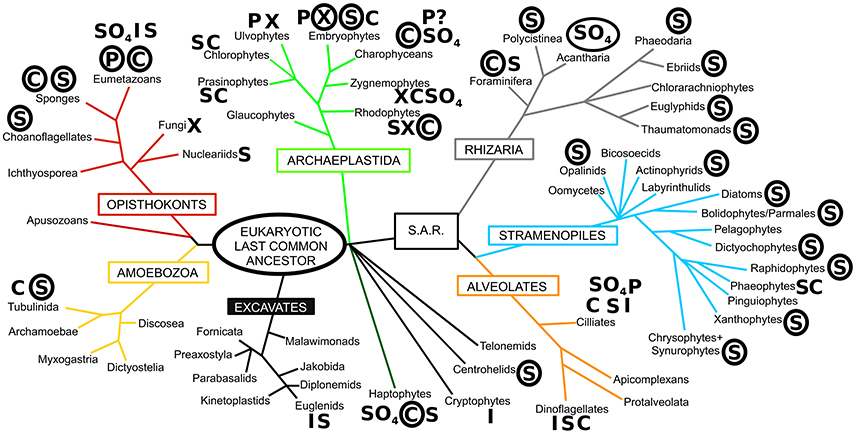
Diversidad de biomineralización entre los eucariotas.

La biomineralización trata del estudio de la estructura, las propiedades y la formación de los sólidos inorgánicos a causa de los organismos vivos. Los biominerales contienen un 10% de materia orgánica. Por esta causa, el estudio de la biomineralización requiere una observación detallada de los ecosistemas biológicos y de los biominerales que derivan de estos. Por su composición, los biominerales poseen distintas aplicaciones en biomedicina y biomecánica. Entre las distintas estructuras compuestas gracias a los organismos, se da prioridad a las construidas por carbonato cálcico y fosfato cálcico; en concreto, diversos tipos de huesos, huevos o conchas marinas. Se pretende estudiar la forma en la cual se encuentran estos componentes ordenados dentro de los sólidos inorgánicos y qué procesos han hecho que se den de esa forma.
Existen diversas técnicas de estudio:
- Análisis de muestras de tejidos blandos y duros.
- Microscopía electrónica de barrido.
- Microscopía electrónica de transmisión.
- Difracción por rayos X.
- Termogravimetría.